# لوئیس اسمیت (ژیمناست)
لوئیس اسمیت (به انگلیسی: Louis Smith (gymnast)) ژیمناست زادهٔ ۲۲ آوریل ۱۹۸۹ میلادی اهل کشور بریتانیا است.